# Seznam pasáží v Paříži

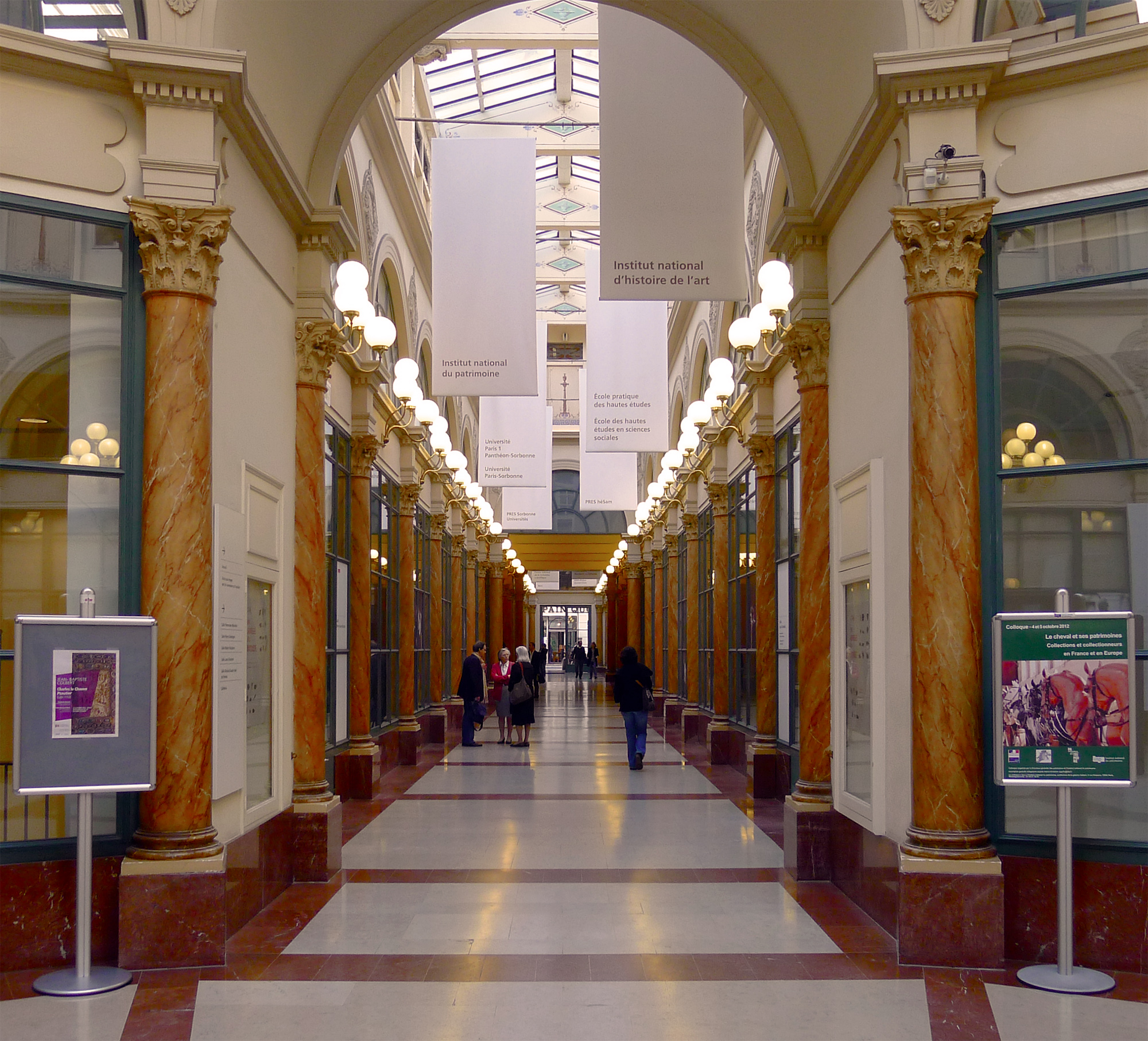
Galerie Colbert

Seznam pasáží v Paříži zahrnuje existující a veřejnosti přístupné pasáže, které se nacházejí v Paříži. Téměř všechny pasáže se nacházejí na pravém břehu řeky Seiny, především v blízkosti tzv. velkých bulvárů.
Většina pasáží byla postavena v první polovině 19. století, aby chránila nakupující před nepříznivým počasím. V Paříži se v polovině 19. století nacházelo až 150 zakrytých pasáží a tento způsob urbanismu se rozšířil i do dalších francouzských měst i do zahraničí. Při přestavbě Paříže během Druhého císařství vedené baronem Haussmannem většina pasáží zanikla.
| Obvod | Název                   | Výstavba | Vstupy | Otevřeno                                                   |
| ----- | ----------------------- | -------- | --- | ---------------------------------------------------------- |
| 1.    | Galerie Véro-Dodat      | 1826     | - 19, rue Jean-Jacques-Rousseau - 2, rue du Bouloi                                                                               | - Vstup po-so 7-22h, zavřeno v ne a svátky                 |
| 2.    | Passage du Bourg-l'Abbé | 1828     | - 120, rue Saint-Denis - 3, rue de Palestro                                                                                      | - Vstup po-so 7,30-19,30h, zavřeno v ne a svátky           |
| 2.    | Passage du Caire        | 1798     | - 33, rue d’Alexandrie - 2, place du Caire - 237-239, rue Saint-Denis - 14, 34 et 44, rue du Caire                               | - Vstup po-pá 7-18,30h, zavřeno o víkend                   |
| 2.    | Passage Choiseul        | 1829     | - 40, rue des Petits-Champs - 23, rue Saint-Augustin - 40, rue Dalayrac - Vstup do Passage Sainte-Anne : 59-61, rue Sainte-Anne  | - Vstup po-so 7-21h, ne 8-21h                              |
| 2.    | Galerie Colbert         | 1826     | - 6, rue des Petits-Champs - 4, rue Vivienne                                                                                     | - Permanentní vstup                                        |
| 2.    | Passage du Grand-Cerf   | 1825     | - 145, rue Saint-Denis - 10, rue Dussoubs                                                                                        | - Vstup po-so 8-20,30h, zavřeno v ne a svátky              |
| 2.    | Passage des Panoramas   | 1800     | - 10, rue Saint-Marc - 11, boulevard Montmartre - 38, rue Vivienne - 151, rue Montmartre                                         | - Vstup po-ne 6-24h                                        |
| 2.    | Passage du Ponceau      | 1826     | - 119, boulevard de Sébastopol - 212, rue Saint-Denis                                                                            | - Vstup po-pá 8-19h, zavřeno o víkendu                     |
| 2.    | Passage des Princes     | 1860     | - 5, boulevard des Italiens - 97-99, rue de Richelieu                                                                            | - Vstup po-so 8-20h, zavřeno v ne a svátky                 |
| 2.    | Galerie Vivienne        | 1823     | - 4, rue des Petits-Champs - 6, rue Vivienne - 5, rue de la Banque                                                               | - Vstup 8,30-20,30h                                        |
| 3.    | Passage Vendôme         | 1827     | - 16, rue Béranger - 3, place de la République                                                                                   | - Vstup po-pá 7,15-20h, so 8,00-20h, zavřeno v ne a svátky |
| 8.    | Passage du Havre        | 1845     | - 69, rue de Caumartin - 109, rue Saint-Lazare                                                                                   | - Permanentní vstup                                        |
| 8.    | Arcades du Lido         | 1926     | - 76-78, avenue des Champs-Élysées - 59, rue de Ponthieu                                                                         | - Permanentní vstup                                        |
| 8.    | Galerie de la Madeleine | 1845     | - 9, place de la Madeleine - 30, rue Boissy-d’Anglas                                                                             | - Vstup po-so 8-19h, zavřeno v ne a svátky                 |
| 8.    | Passage Puteaux         | 1839     | - 33, rue de l’Arcade - 28, rue Pasquier                                                                                         | - Vstup po-pá 7-24h, zavřeno o víkend                      |
| 9.    | Passage Jouffroy        | 1845     | - 10-12, boulevard Montmartre - 9, rue de la Grange-Batelière                                                                    | - Vstup 7-21,30h                                           |
| 9.    | Passage Verdeau         | 1847     | - 6, rue de la Grange-Batelière - 31 bis, rue du Faubourg-Montmartre                                                             | - Vstup po-pá 7,30-21h, so-ne 7,30-20,30h                  |
| 10.   | Passage Brady           | 1828     | - 43, rue du Faubourg-Saint-Martin - 33, boulevard de Strasbourg - 22, boulevard de Strasbourg - 46, rue du Faubourg-Saint-Denis | - Permanentní vstup                                        |
| 10.   | Passage du Prado        | 1830     | - 16, boulevard Saint-Denis - 16, rue du Faubourg-Saint-Denis                                                                    | - Vstup 9,30-19h                                           |